# Corneliu Porumboiu
Corneliu Porumboiu (* 14. září 1975 Vaslui) je rumunský filmový režisér, scenárista a producent. Za svojí kariéru doposud natočil pět hraných celovečerních filmů a dva dokumentární filmy. Patří mezi nejvýznamnější tvůrce rumunské nové vlny, spolu s režiséry jako Cristian Mungiu, Cristi Puiu nebo Radu Muntean. Filmy rumunské nové vlny se zpravidla věnují tématu morálky v postkomunistické rumunské společnosti. Porumboiova tvorba se vyznačuje radikálním minimalismem a inovativními formálními postupy. Jeho autorské filmy pravidelně bodují na prestižních mezinárodních festivalech, zejména pak na Filmovém festivalu v Cannes.

## Filmová kariéra
Po studiích ekonomie absolvoval režii na Národní filmové a televizní univerzitě I.L. Caragialeho (UNATC) v Bukurešti. V roce 2003 natočil krátký školní film Cesta do Města, za který následně získal druhou cenu ve studentské sekci Cinéfondation na festivalu v Cannes. Po absolvování filmové akademie v roce 2004 natočil středometrážní film Liviův Sen. Ve stejném roce založil vlastní produkční společnost 42 KM FILM, ve které následně tvoří všechny svoje budoucí filmy.
Jeho celovečerní debut 12:08 Na východ od Bukurešti z roku 2005 se zaobírá pro rumunskou novou vlnu typickým tématem vyrovnávání se s odkazem komunistického režimu v rumunské společnosti. Ve filmu se lokální televize rozhodne uspořádat k výročí revoluce talk show s pamětníky, přímý přenos ale místo oslav národní hrdosti přinese pochybnosti o tom, jak se celá událost tehdy skutečně odehrála. Film byl uveden na festivalu v Cannes v nezávislé sekci Quinzaine des réalisateurs a získal cenu Caméra d'Or, která je udílena za nejlepší celovečerní debut.
Se svým druhým filmem Policejní, adj. se v roce 2009 do Cannes vrací, tentokrát je uveden v sekci Un Certain Regard. Děj filmu se odehrává těsně před pádem režimu Nicolae Ceaușesca a sleduje morální dilema policisty, který dostal politické zadání od svého nadřízeného, aby perzekvoval studenta za banální přečin. Film získal Cenu poroty a cenu FIPRESCI.
Jeho následující film Když se snáší soumrak na Bukurešť aneb Metabolismus měl v roce 2013 premiéru na festivalu v Locarnu. Tento formálně radikální film sestává pouze ze sedmnácti dlouhých záběrů a sleduje vztah režiséra a herečky, kteří spolu připravují film a zároveň mají milostný poměr. Následně Porumboiu natočil dokumentární film na hranici experimentu Druhý valčík (Dinamo: Steaua 1988), kdy přes nekvalitní záznam fotbalového utkání probíhá dialog režiséra s vlastním otcem Adrianem Porumboiem, bývalým fotbalovým sudím, který tehdy neregulérní utkání pískal. Film byl uveden na Berlinale v sekci Forum.
Se svým dalším hraným filmem Poklad se znovu v roce 2015 vrátil do sekce Un Certain Regard. Tato minimalistická černá komedie s morálním přesahem o hledání pokladu zde získala ocenění Un Certain Talent. Druhý experimentální dokument Fotbal nekonečno uvedl v roce 2018 znovu na Berlinale v sekci Forum.
Jeho zatím poslední hraný snímek Kanáři z roku 2019 měl premiéru v hlavní soutěži na festivalu v Cannes. Tato svébytná fúze thrilleru a komedie byla vybrána jako rumunský kandidát na Oscara. Porumboiu se inspiroval novinovým článkem o ostrově La Gomera, kde domorodci komunikují pomocí pískání na prsty. Zkorumpovaný policista Cristi se snaží ve filmu pomocí této pískací řeči osvobodit gangstera z vězení. Hlavní roli zde ztvárňuje největší herecká hvězda rumunské nové vlny Vlad Ivanov, po filmu Policejní, adj. se jedná o jejich druhou vzájemnou spolupráci.

## Filmografie
- Pominulo s vínem (2002)
- Cesta do Města (2003)
- Liviův sen (2004)
- 12:08 Na východ od Bukurešti (2006)
- Policejní, adj. (2009)
- Když se snáší soumrak na Bukurešť aneb Metabolismus (2013)
- Druhý valčík (Dinamo : Steaua 1988) (2014)
- Poklad (2015)
- Fotbal nekonečno (2018)
- Kanáři (2019)